# Karl Weigl
Karl Weigl (født 6. februar 1881 i Wien, død 11. august 1949 i New York) var en østrigsk komponist.
Weigl var elev af Zemlinsky og konservatoriet i Wien, hvor han levede, indtil han i 1938, efter Anschluss, udvandrede til USA.
Weigl, der har skrevet seks symfonier, kantater, kor, klaverkoncert (for venstre hånd), violinkoncert, cellokoncert,  klaverstykker, sange med mere, regnedes blandt de betydeligste østrigske musikere i sin tid.

## Udvalgte værker
- Symfoni nr. 1 (i E-dur (1908) - for orkester
- Symfoni nr. 2 (i D-mol) (1922) - for orkester
- Symfoni nr. 3 (1931) - for orkester
- Symfoni nr. 4 (i F-mol) (1936) - for orkester
- Symfoni nr. 5 "Apokalyptisk symfoni" (1945) - for orkester
- Symfoni nr. 6 (i A-mol) (1947) - for orkester
- "Et fantastisk Intermezzo! (1922) (4. sats fra 2. symfoni, opføres som et separat værk) - for orkester
- Klaverkoncert nr. 1 (for venstre hånd) (i Es) (1924) - for klaver og orkester
- Violinkoncert (i D-dur) (1928) - for violin og orkester
- Klaverkoncert nr. 2 i (F-mol) (1931) - for klaver og orkester
- Cellokoncert (1934) - for cello og orkester
- "Rapsodi" (1949) - for klaver og orkester